# Protapanteles forensis
Protapanteles forensis är en stekelart som först beskrevs av Vladimir Ivanovich Tobias 1977.  Protapanteles forensis ingår i släktet Protapanteles och familjen bracksteklar. Inga underarter finns listade i Catalogue of Life.